# Batalla de Маkáriv
La Batalla de Makariv fue un enfrentamiento militar en el Municipio de Makariv en el Óblast de Kiev, Ucrania, que ocurrió durante la Invasión rusa de Ucrania de 2022. La batalla duró del 27 de febrero de 2022 al 25 de marzo de 2022, el último día en que se informó de combates en Makariv. El bombardeo de la ciudad continuó hasta el 31 de marzo, y el Municipio de Makariv fue completamente liberado al día siguiente, el 1 de abril.
Tras la liberación de la zona, se descubrió que más de 200 civiles habían sido asesinados por las fuerzas de ocupación rusas en el territorio del Municipio  de Makariv. Esto a menudo incluía casos de tortura, ancianos asesinados y personas con disparos en la cabeza con las manos atadas a la espalda.

## Historia
El 27 de febrero de 2022, los civiles ucranianos informaron a las Fuerzas Armadas de Ucrania que una columna rusa de 15 tanques, 25 vehículos blindados de transporte de tropas y 15 vehículos Ural-4320 pasó por Makariv. Estaban organizados en tres convoyes y también llevaban lanzallamas, misiles, artillería autopropulsada y combustible. El periodista ucraniano Andriy Tsaplienko escribió que iban en dirección a Kiev o Zhytomyr.
La lucha comenzó más tarde ese día en Makariv. Las fuerzas rusas intentaron llegar a Kiev a través de la ciudad. Según Ukrinform, las fuerzas rusas colocaron a mujeres y niños en vehículos personales como escudos humanos. Al menos un tanque ruso fue destruido. Parte de la columna rusa ingresó a la carretera que conecta Kiev y Zhytomyr. En la mañana del 28 de febrero, las fuerzas ucranianas destruyeron un convoy ruso que transportaba equipo militar cerca de Makariv. El 2 de marzo, las fuerzas ucranianas afirmaron que habían recuperado Makariv por completo. Esto lo habrían hecho la 14.ª Brigada Mecanizada Separada y la 95.ª Brigada de Asalto Aéreo, que se atrincheraron en Makariv después de su liberación.
El 8 de marzo, después de intensos combates en el área alrededor de Makariv, un comandante ucraniano supuso que todavía había una columna rusa cerca que necesitaba ser destruida. Fue descubierto por exploradores ucranianos que comunicaron que se estaban moviendo hacia la posición de un tanque T-64BV ucraniano tripulado por el sargento mayor Serhiy Vasich y sus subordinados, el soldado mayor Vitaliy Parkhomuk [Reino Unido] y el soldado Oleh Svynchuk, todos del 14.º Mecanizado Separado. Brigada. Una vez que las fuerzas rusas estuvieron dentro del alcance del tanque, Vasich dio la orden de dispararles, y un tanque ruso fue alcanzado. Los vehículos rusos que lo acompañaban se incendiaron como resultado de varios disparos precisos ucranianos, la infantería rusa tuvo que dispersarse y se pidió apoyo de artillería. Los soldados rusos se escondieron en los edificios de la ciudad, mientras que los vehículos rusos intentaron apuntar al tanque. El tanque ucraniano luego entró en el flanco de los rusos y comenzó a disparar proyectiles de fragmentación de alto explosivo. Sin embargo, un misil guiado antitanque ruso detonó la munición dentro del tanque, matando a Vasich, Parkhomuk y Svynchuk. Finalmente, la tripulación destruyó seis unidades de vehículos de guerra rusos y contribuyó a la contraofensiva ucraniana que expulsó a los rusos de Makariv. Los tres recibieron póstumamente el título honorífico Héroe de Ucrania.
El 9 de marzo de 2022, se informó que hubo intensos combates en la ciudad, aunque todavía estaba en manos de Ucrania. El 15 de marzo, se repelieron más ataques rusos contra Makariv. El 17 de marzo, las fuerzas ucranianas anunciaron que Makariv había sido liberada de las fuerzas rusas y que la bandera ucraniana ahora ondeaba en el centro de la ciudad. Sin embargo, la ciudad permaneció bajo el bombardeo ruso. El 21 de marzo, el jefe de policía del Óblast de Kiev, Andriy Nebytov, visitó Makariv y dijo que estaba bajo constante bombardeo enemigo, que no había gente en las calles y que había un alto grado de destrucción. El 22 de marzo, el Ministerio de Defensa de Ucrania dijo que Makariv estaba completamente liberado. Sin embargo, al día siguiente, el alcalde de Makariv, Vadim Tokar, declaró que "el ejército [ucraniano] no controla todo Makariv, solo parcialmente", y que "es 100 por ciento imposible que los civiles regresen". Dijo que los rusos controlaban el 15% de Makariv a partir del 23 de marzo de 2022.
También el 23 de marzo, el periodista ucraniano Roman Tsimbalyuk informó que el coronel Yuri Medvédev, comandante de la 37.ª Brigada de Fusileros Motorizados de Guardias Separados de Rusia, había sido atropellado con un tanque por sus propias tropas como resultado de que la unidad perdió casi la mitad de sus hombres durante la batalla en Makariv. Se desconoce la fecha del incidente, pero Ramzan Kadyrov, jefe de la República de Chechenia, ya había informado el 11 de marzo que Medvédev había sido hospitalizado. Varios informes de los medios occidentales especularon que Medvédev no sobrevivió al ataque.
El 25 de marzo, el jefe de Estado Mayor Adjunto del Comando de las Fuerzas Terrestres de las Fuerzas Armadas de Ucrania, Oleksandr Gruzevych, dijo en una sesión informativa que Makariv se encontraba en una "zona gris", sin que Rusia ni Ucrania tuvieran control total sobre ella. Las autoridades del Óblast de Kiev también mencionaron que el 25 de marzo aún se estaban produciendo intensos combates en Makariv. El 28 de marzo, el general de división Mykola Zhyrnov anunció que las fuerzas rusas habían sido derrotadas en la Batalla de Irpín y que "Makariv también sigue bajo el control de nuestras Fuerzas Armadas". El mismo día, durante una contraofensiva de las Fuerzas Armadas de Ucrania, la aldea de Motyzhyn, cerca de Makariv, fue recapturada después de estar bajo ocupación rusa constante desde el 27 de febrero. Se informó que la alcaldesa de este pueblo, Olga Sukhenko, y su familia habían sido asesinados por las fuerzas de ocupación rusas. El bombardeo ruso de Makariv continuó hasta el 31 de marzo de 2022. El 1 de abril, las tropas rusas se retiraron de todo el territorio del Municipio de Makariv, y el 2 de abril abandonaron por completo el Óblast de Kiev.

## Después
Los civiles de Makariv sufrieron ataques y pérdidas como resultado de la batalla. Un video tomado por una cámara de seguridad de la ciudad mostró a dos ancianos civiles en un automóvil, probablemente tratando de huir de la ciudad, deteniéndose después de ver un vehículo blindado ruso. Este vehículo luego abrió fuego contra el auto, matando a ambos pasajeros. Otro ataque ruso contra civiles tuvo lugar el 7 de marzo, cuando una fábrica de pan fue bombardeada por ataques aéreos mientras unas 30 personas se encontraban allí. Los cuerpos de 13 civiles fueron extraídos de los escombros y cinco personas fueron rescatadas. Si antes de la batalla Makariv tenía alrededor de 15.000 habitantes, solo quedaron menos de 1.000 durante la batalla.
El 8 de abril, el alcalde Tokar dijo que, según estimaciones preliminares, el asentamiento había sido destruido en aproximadamente un 40% y 132 civiles fueron baleados por verdugos rusos. El asesinato de civiles de Makariv fue similar a la masacre de Bucha que ocurrió en el pueblo cercano de Bucha. A fines de junio, se determinó que el número real de civiles asesinados en Makariv y en las aldeas que forman parte de su hromada (municipio) superaba los 200. Entre ellos se encontraban ancianos, personas que habían recibido disparos en la cabeza y tenían las manos atadas a la cabeza. espalda y cadáveres con signos de tortura. Tokar también mencionó casos de personas que habían sido desplazadas por la fuerza a Bielorrusia y Rusia.
El 10 de julio, Bridget A. Brink, embajadora de Estados Unidos en Ucrania, visitó Makariv. Admitió estar "profundamente conmovida por las historias de quienes sufrieron los brutales ataques rusos en Makariv" y expresó orgullo por la ayuda humanitaria que Estados Unidos había enviado a la zona para su recuperación.

## Enlaces
- Esta obra contiene una traducción  derivada de «Battle of Makariv» de Wikipedia en inglés, publicada por sus editores bajo la Licencia de documentación libre de GNU y la Licencia Creative Commons Atribución-CompartirIgual 4.0 Internacional.